# U.S. Route 50
U.S. Route 50 (ou U.S. Highway 50) é uma autoestrada dos Estados Unidos.
Faz a ligação do Oeste para o Este. A U.S. Route 50 foi construída em 1926 e tem 3 073 milhas (4 946 km).

## Principais ligações
US 395 em Carson City

 Interstate 15 em Holden

 Interstate 25 em Pueblo

 Interstate 35 perto de Emporia

 US 54 em Jefferson City

 Interstate 55 em St. Louis

 Interstate 71/Interstate 75 em Cincinnati

 Interstate 81 em Winchester

 Interstate 66 em Arlington

 US 13 em Salisbury

 Maryland Route 528 em Ocean City